# Albert Willemetz

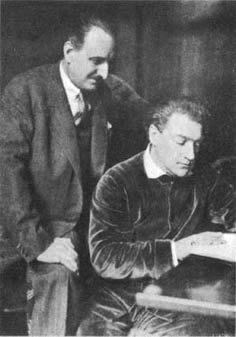
Albert Willemetz (t.v.) med Sacha Guitry.

Albert Willemetz, född 14 februari 1887 i Paris, död 7 oktober 1964 i Marnes-la-Coquette, var en fransk manusförfattare och sångtextförfattare.
Willemetz arbetade med några av sin tids stora musiker, däribland André Messager, Maurice Yvain, Arthur Honegger, Henri Christiné, Vincent Scotto, Reynaldo Hahn, Raoul Moretti, Moises Simons, Van Parys, Szulc, Borel-Clerc, Oberfeld, Romberg, Lopez, Richepin och Lattès.

## Källhänvisningar
1. 1 2  SNAC, SNAC Ark-ID: w6tb2389, läs online, läst: 9 oktober 2017.[källa från Wikidata]
2. ↑  Internet Broadway Database, Internet Broadway Database person-ID: 3985, läst: 9 oktober 2017.[källa från Wikidata]
3. 1 2  International Music Score Library Project, IMSLP-ID: Category:Willemetz,_Albert, läst: 9 oktober 2017.[källa från Wikidata]
4. 1 2 3 4 5  ”Willemetz, Albert [Lucien]”, The Continuum Companion to Twentieth Century Theatre, Continuum International Publishing Group, 14 mars 2006, ISBN 978-1-84714-001-2.[källa från Wikidata]
5. ↑  arkiv Storico Ricordi, Archivio Storico Ricordi person-ID: 10484, läst: 3 december 2020.[källa från Wikidata]
6. ↑  Tjeckiska nationalbibliotekets databas, NKC-ID: mzk2010600215, läst: 30 augusti 2020.[källa från Wikidata]
7. ↑  Musicalics, Musicalics kompositörs-ID: 82515, läst: 5 april 2022.[källa från Wikidata]